# Pino Budicin

Il battaglione partigiano "Pino Budicin" a Pola, sfila nella città appena conquistata, l'8 maggio 1945.

Pino Budicin, all'anagrafe Giuseppe Budicin (Rovigno d'Istria, 27 aprile 1911 – Rovigno, 10 febbraio 1944), è stato un antifascista e partigiano italiano.

## Biografia
Giuseppe Budicin nacque a Rovigno in Istria, da famiglia italiana locale, negli ultimi anni del dominio austriaco. Al termine della prima guerra mondiale, la regione venne annessa al Regno d'Italia, costituendo la provincia di Pola.

Budicin esercitò la professione di barbiere nella sua cittadina natale. Dal 1931 al 1933 svolse il servizio di leva obbligatoria nella Regia Marina presso la base di La Spezia. Fu durante questo periodo che maturò posizioni militanti comuniste, a cui si era probabilmente già avvicinato nel biennio precedente, e la sua attività fu notata anche dalle autorità militari. Rientrato a Rovigno al termine della leva, nel 1934 Budicin fu arrestato e condannato dal Tribunale speciale a sette anni di reclusione per propaganda ed attività comunista. Amnistiato nel marzo 1937, incorse in una seconda condanna nel 1938, con la pena elevata a 12 anni. Liberato dopo il 25 luglio 1943, nelle settimane immediatamente successive il barbiere era già tra gli organizzatori della Resistenza in Istria. Con l'annuncio dell'armistizio, l'8 settembre tenne nella pubblica piazza di Rovigno un comizio d'ispirazione internazionalista ed umanitarista, incitando i concittadini all'insurrezione.

Divenuto segretario del comitato distrettuale di Rovigno del Partito comunista croato e membro del comitato popolare di liberazione dell'Istria (comitato regionale dello stesso partito), Budicin comandava una formazione partigiana. Durante questo periodo, non risulta si macchiò di alcun crimine, ma invece pare fosse stato piuttosto critico verso l'arbitrarietà e l'efferatezza degli eccidi compiuti da alcune formazioni partigiane nel settembre-ottobre del 1943, specie verso la popolazione italiana della regione. Inoltre contestò criticamente pure il nazionalismo slavo ed anti-italiano strisciante, quando non ostentato, nelle file del movimento popolare di liberazione (votatosi a perseguire l'annessione dell'intera regione alla Jugoslavia e non solo la sconfitta del nazi-fascismo). Queste sue posizioni non furono apparentemente ben gradite alla maggioranza del partito e gli causarono l'estromissione dal comitato regionale. Continuò comunque ad organizzare la resistenza tra Rovigno e Valle.

L'8 febbraio 1944, durante un'azione nella campagna rovignese, Pino (con questo nome Budicin era conosciuto tra i suoi concittadini e gli antifascisti istriani), fu catturato col partigiano Guerrino Grassi ("Augusto Ferri"). A seguito dello scontro a fuoco Pino era rimasto leggermente ferito, Augusto Ferri assai più gravemente, era quasi morente. I fascisti costrinsero Pino a caricare il compagno su un carretto ed a trascinarlo sino a Rovigno. Durante il tragitto, nonostante fosse sanguinante per la ferita e per le percosse, Budicin continuò a intonare canzoni partigiane, mentre i fascisti non cessavano di infierire su di lui e sul corpo del moribondo. I due furono imprigionati, interrogati ed infine giustiziati perché presumibilmente non disposti a collaborare. All'indomani, per intimidire la popolazione, i cadaveri straziati di Grassi e Budicin furono esposti sulla Riva Valdibora, assieme a quello di un altro partigiano locale catturato in precedenza, Giovanni Sossi. È molto nota la frase che pare il barbiere abbia urlato ai suoi aguzzini al momento dell'esecuzione: "Da ogni goccia del mio sangue, cento partigiani sorgeranno!". Le ultime parole di Pino sono oggi scolpite sulla lapide del cippo eretto, a ricordo del suo sacrificio, a Stanzia Bembo (Valle d'Istria). Inoltre, una lapide ricorda il luogo d'esposizione dei cadaveri dei 3 partigiani ed un busto bronzeo del Budicin sorge poco distante.

Proprio a Stanzia Bembo cominciò, subito dopo la sua morte, ad operare il Battaglione partigiano italiano "G. Budicin". La formazione, che comprendeva quattro compagnie, fu inquadrata, nel giugno del 1944, nella Brigata istriana "Vladimir Gortan" che, dopo aver sostenuto durissimi combattimenti con i nazi-fascisti, fu incorporata nella 43ª Divisione dell'Esercito popolare di liberazione della Jugoslavia.

Dopo la fine della guerra e l'annessione dell'Istria alla Jugoslavia socialista, in ambienti locali rovignesi, cominciò a circolare insistente la voce che Budicin e Grassi, fossero in realtà stati traditi dagli stessi compagni partigiani croati che, nella notte precedente la cattura, avrebbero fuorviato i due spronandoli a recarsi sul luogo dov'erano i fascisti per sostenere dei compagni combattenti in difficoltà. In realtà nessuno scontro era in corso in quel momento, ed i due sventurati si trovarono ed essere gli unici partigiani sul posto, cadendo quindi in una presunta imboscata ordita dai loro stessi compagni che in questo modo avrebbero voluto liberarsi, senza compromettersi, di due figure benvolute dai locali ma scomode per i progetti e finalità ultime del movimento.

Questa versione, che abbraccia la tesi della c.d. "Delazione slava" (ovvero la pianificata eliminazione della componente di resistenza che si opponeva al nazionalismo), è stata confermata e descritta nel dettaglio anche dal fratello di Pino, Antonio Budicin, nella sua autobiografia uscita postuma "Nemico del Popolo - un comunista vittima del comunismo" ma viene comunque contestata da numerosi storici.
Il 26 settembre 1973, fu proclamato Eroe Nazionale della Jugoslavia.